# Rafael Isea
Rafael Isea est un homme politique vénézuélien, né à Maracay (État d'Aragua) le 18 février 1968. Membre du parti au pouvoir PSUV, il a été député, éphémère ministre vénézuélien des Finances en 2008 et gouverneur de l’État d'Aragua entre 2008 et 2012. Poursuivi pour corruption, il se réfugie aux États-Unis en 2013.

## Biographie

### Enfance et formation
Second d'une fratrie de cinq, Rafael Isea naît à Maracay capitale de l'État d'Aragua et grandit dans le quartier de Las Acacias. Il poursuit son premier cycle d'études au lycée José-Luís-Ramos puis intègre l'Académie militaire du Venezuela d'où il sort en 1989 avec une licence ès arts et sciences militaires.

### Tentative de putsch de 1992 et soutien à Hugo Chávez
Au début des années 1990, il intègre un groupe au sein des forces armées appelé le Movimiento Bolivariano Revolucionario 200 (« Mouvement bolivarien révolutionnaire ») ou MBR200 dont le but est de refonder la « République et de corriger la fonction de l'armée vénézuélienne ». Le 4 février 1992, il participe à la tentative de putsch militaire avec Hugo Chávez devenu président en 1989, pour renverser le gouvernement de la junte militaire dirigée par Carlos Andrés Pérez. Mais leur impossibilité de maîtriser la capitale Caracas fait échouer la tentative.

### Débuts politiques
À la sortie de prison de Chávez en 1994, il en devient l'assistant jusqu'en 1998. Entre 1996 et 1998, il effectue un master en planification du développement, mention globale à l'Université centrale du Venezuela. Devant l'impossibilité de faire légaliser le mouvement MBR200, il intègre le groupe qui fonde le Movimiento V República (MVR) afin de présenter Chávez à l'élection présidentielle de 1998. Après la victoire de son candidat, il continue à travailler à ses côtés. Il est nommé adjoint au bureau du ministère de la Planification et du Développement. Il intègre ensuite le conseil du gouvernement au Palais de Miraflores comme adjoint exécutif de Chávez. De 2001 à 2004, il est conseiller pour le Venezuela à la Banque interaméricaine du développement (Banco Interamericano de Desarrollo ou BID) puis assure la coordination du parti MVR pour l’État d'Aragua.

### Député de l’État d'Aragua
En 2005, il est élu député pour l’État d'Aragua à l'Assemblée nationale du Venezuela mais quitte son mandat l'année suivante puis est nommée vice-ministre des Finances et président de la Banque du développement économique et social (Banco de Desarrollo Económico y Social ou BANDES).

### Ministre et gouverneur de l’État d'Aragua

Résultat de l'élection au gouvernorat de l'État d'Aragua. L'échelle indique le score de Rafael Isea en pourcentage des voix.

En 2008, il est nommé ministre des Finances, poste qu'il quitte peu après pour disputer le gouvernorat de l’État d'Aragua. Sa large victoire lui permet de s'investir à l'échelle de l’État dans l'amélioration des réseaux de transports routiers, de distribution d'eau et d'électricité et le développement de zones industrielles et agro-industrielles.

### Corruption
En 2009, le député Ismael García l'accuse de malversations. En 2013, le président Nicolás Maduro le désigne président de la Banque de l’Alliance bolivarienne pour les Peuples de Notre Amérique (ALBA). Après l'enquête, il démissionne et se réfugie aux États-Unis. En 2015, il lui est confisqué au Venezuela « trois maisons secondaires, deux appartements, un local commercial, des véhicules, deux haciendas avec plus de mille têtes de bétail, entre autres ». Il vit depuis aux États-Unis.